# Fordgraven
Fordgraven er det sydlige havnebassin i Teglværkshavnen, der er placeret i det forhenværende københavnske industriområde Teglholmen. Havnebassinet er opkaldt efter den Ford-bilfabrik, som anlagde og benyttede det, i perioden 1924-1966.
55°38′46″N 12°32′44″Ø / 55.64611°N 12.54556°Ø